# Viktoria Pilzno
Football Club Viktoria Plzeň – czeski klub piłkarski mający swoją siedzibę w Pilźnie.

## Dotychczasowe nazwy
- 1911 - SK Viktoria Plzeň (Sportovní klub Viktoria Plzeň)
- 1949 - Sokol Škoda Plzeň
- 1952 – Sokol ZVIL Plzeň (Sokol Závody Vladimíra Iljiče Lenina Plzeň)
- 1953 – DSO Spartak LZ Plzeň (Dobrovolná sportovní organizace Spartak Leninovy závody Plzeň)
- 1962 – TJ Spartak LZ Plzeň (Tělovýchovná jednota Spartak Leninovy závody Plzeň)
- 1965 – TJ Škoda Plzeň (Tělovýchovná jednota Škoda Plzeň)
- 1993 – FC Viktoria Plzeň (Football Club Viktoria Plzeň, a.s.)

## Sukcesy
- Mistrz Czech (6 razy): 2011, 2013, 2015, 2016, 2018, 2022
- Puchar Czechosłowacji: 1971
- Puchar Czech: 2010
- Superpuchar Czech: 2011, 2015
- mistrz II ligi: 2003
- Awans do rozgrywek:
  - Ligi Mistrzów: 2011/2012 (faza grupowa), 2013/2014 (faza grupowa), 2022/2023 (faza grupowa)
  - Ligi Europy: 2013/2014 (1/8 finału) oraz 2011/2012 (1/16 finału).